# Amago Kunihisa
Amago Kunihisa (尼子 国久?; 1492 – 25 novembre 1554) è stato un daimyō giapponese del periodo Sengoku appartenente al clan Amago.

## Biografia
Kunihisa fu secondo figlio di Amago Tsunehisa ed era conosciuto in gioventù come Magoshirô (孫 四郎?). Era uno dei principali generali degli Amago quando Tsunehisa guidava il clan, a capo di una forza che divenne soprannominata esercito di Shingū, in riferimento alla valle a nord-est di Gassan-Toda dove si trovava la dimora di Kunihisa. Fece anche da guardiano per Amago Haruhisa (Akihisa) dopo che il padre di quest'ultimo, Masahisa, fu ucciso nel 1518. Combatté sotto il padre in campagne nelle province di Aki e Bingo attorno al 1520 e al fianco di Haruhisa nell'assedio di Koriyama nel 1540. Sconfisse un esercito dei Mōri nel 1544, ma perse il suo secondo figlio, Toyohisa, nella battaglia di Hashizugawa del 1546, combattendo contro Takeda Kuninobu della provincia di Inaba.
Nonostante i suoi numerosi servizi, Kunihisa venne diffidato da Haruhisa, suo nipote e daimyô dopo la morte di Tsunehisa. Per ragioni poco chiare Kunihisa fu giustiziato a Gassan-Toda da Haruhisa per sospetto tradimento il 25 novembre 1554, assieme al figlio maggiore Sanehisa e due nipoti, oltre a un certo numero di suoi servitori. Il suo terzo figlio Takahisa si suicidò il giorno successivo. L'atto è stato presumibilmente compiuto dopo che Mōri Motonari indusse Haruhisa a credere che Kunihisa intendesse prendere il controllo del clan.
La sua morte è spesso rappresentata come un fattore che contribuì alla caduta degli Amago, sebbene il pensiero moderno sia che Haruhisa abbia eliminato la fazione Shingū per consolidare il suo controllo sul clan. Uno dei motivi generalmente indicati per l'ostilità di Haruhisa verso Kunihisa e la fazione Shingū è che questi ultimi si comportarono con crescente arroganza man mano che cresceva la loro fama.
Kunihisa era stato sposato con la figlia del servitore Amago Tako Tadashige. Fu un nonno di Amago Katsushige.